# Snow
Snow er en Reggae/Hip Hop rapper og sanger fra Canada. Snow havde et gennembrud med nummeret "Informer".

## Diskografi
- 12 Inches of snow (1993)
- Murder love (1994)
- Justuss (1996)